# Grégoire Delacourt
 (décembre 2024).
Il peut être nécessaire de l'améliorer pour respecter le principe de neutralité de point de vue. 

Pour les articles homonymes, voir Delacourt.
Grégoire Delacourt est un ancien publicitaire et écrivain français né le 26 juillet 1960 à Valenciennes.

## Biographie
Dans sa jeunesse, il est interne au sein du collège jésuite La Providence à Amiens. Il obtient son baccalauréat à Lille puis commence des études de droit à Grenoble, vite arrêtées. Il devient publicitaire en 1982 et crée en 2004, avec sa femme Dana Philp, sa propre agence de publicité, Quelle Belle Journée. C'est à la suite de son licenciement de sa précédente entreprise qu'il a décidé de fonder sa propre agence.

## Carrière d'écrivain
Il publie son premier roman en 2011 à l'âge de cinquante ans, L’Écrivain de la famille, vendu à plus de 20 000 exemplaires en grand format et à 100 000 exemplaires en édition de poche.
En 2012, il publie La Liste de mes envies qui devient très vite un succès de librairie avec 500 000 exemplaires vendus, puis plus de 700 000 exemplaires au Livre de Poche. La Liste de mes envies fait l'objet d'une adaptation théâtrale mise en scène par Anne Bouvier, produite par Salomé Lelouch, jouée par Mikaël Chirinian de janvier à mai 2013 au Ciné 13 Théâtre, puis reprise en Avignon au Off et à nouveau au Ciné 13 Théâtre de septembre 2014 au 12 janvier 2015. Cette adaptation vaut à Mikaël Chirinian une nomination aux Molières 2014 dans la catégorie Seul en scène. L'adaptation cinématographique, produite par Clémentine Dabadie et Thomas Viguier, a été confiée à Didier Le Pêcheur, avec Mathilde Seigner, Marc Lavoine et Patrick Chesnais dans les rôles principaux. Le film sort en mai 2014 et totalise plus de 440 000 entrées. En octobre 2016, une nouvelle adaptation théâtrale est créée à Montréal , écrite par Maryse Warda, mise en scène par Marie-Thérèse Fortin, avec Marie-Chantal Perron dans le rôle de Jocelyne. En janvier 2017, une troisième version théâtrale est créée à Bruxelles au Théâtre de la Samaritaine, adaptée et interprétée par Lorette Goosse et mise en scène par Christian Dalimier. Une quatrième adaptation voit le jour en Espagne.
Son troisième roman, La Première chose qu'on regarde, sort en avril 2013. Il vaut à l'auteur un procès de Scarlett Johansson, qui se voit déboutée en partie mais obtient 2 500 euros de dommages et intérêts pour atteinte à sa vie privée. Il s'écoule à plus de 150 000 exemplaires. David Barron, producteur de la série Harry Potter, en acquiert les droits cinématographiques.
On ne voyait que le bonheur, sorti le 20 août 2014, figure sur la première liste du Prix Goncourt et entre dans la deuxième liste du Prix des Libraires 2015. Il arrive deuxième au Goncourt des lycéens, après Charlotte de David Foenkinos, et est choisi par les journalistes du Parisien comme « Meilleur roman de l'année 2014 ». En juillet 2017, il fait l'objet d'une adaptation au théâtre, en Avignon, par Gregori Baquet qui se met en scène aux côtés de Muriel Huet des Aunay.
Danser au bord de l'abîme sort en janvier 2017. Brigitte Macron avouera à Paris Match qu'il lui « a donné le vertige ». Le livre s'écoule à plus de 190 000 exemplaires.[réf. nécessaire]
Le 28 février 2018, sort son septième roman, La femme qui ne vieillissait pas. Le roman est adapté pour la scène par Françoise Cadol, qui en sera l'interprète, dans une mise en scène de Tristan Petigirard. La création a lieu en Avignon en juillet 2021.
Suit, en 2019, Mon Père (Lattès) un roman qui met en scène l'abus sexuel d'un enfant par un prêtre. C'est ce livre qui sera à l'origine, trois ans plus, tard de L'Enfant réparé (Grasset, 2022), un récit dans lequel il raconte son enfance abîmée et le rôle de la littérature dans cette prise de conscience. Ce texte inspire une pièce de théâtre, Autopsie d'une photo de famille, créée en 2024 par la Compagnie Arcade.
Chez Grasset, il publie deux autres romans, Un jour viendra couleur d'orange (2020) et Une nuit particulière (2023).
Il est membre du jury du prix Marcel-Pagnol depuis 2019.

## Œuvres
- L'Écrivain de la famille, Paris, JC Lattès, coll. « Littérature française », 2011, 250 p.  (ISBN 978-2-7096-3547-9)[18]

- Prix Marcel Pagnol 2011
- Prix Rive Gauche à Paris 2011
- Prix Carrefour du Premier Roman 2011
- Prix Cœur de France 2011
- Prix du premier roman Méo Camuzet 2011
- La Liste de mes envies, Paris, JC Lattès, coll. « Littérature française », 2012, 186 p.  (ISBN 978-2-7096-3818-0)[24],[25]

- Prix Méditerranée des Lycéens 2013
- Prix des Lycéens 2013 de la Ville de Gujan-Mestras
- Prix Livresse de Lire 2013
- La Première Chose qu'on regarde, Paris, JC Lattès, coll. « Littérature française », 2013, 250 p.  (ISBN 978-2-7096-4286-6)
- On ne voyait que le bonheur, Paris, JC Lattès, coll. « Littérature française », 2014, 360 p.  (ISBN 978-2-7096-4746-5)

- Prix des Lectrices Edelweiss (Suisse)
- Prix Goncourt des Fougères 2014
- Meilleur roman de l'année 2014
- Les Quatre Saisons de l'été, Paris, JC Lattès, coll. "Littérature française", 2015, 270 p.  (ISBN 978-2-7096-4933-9)[31]
- Danser au bord de l’abîme, Paris, JC Lattès, coll. "Littérature française", 2017, 320 p.  (ISBN 978-2-7096-5956-7)
- La Femme qui ne vieillissait pas, JC Lattès, coll "Littérature française", 2018. 245 p.  (ISBN 978-2-7096-6183-6)
- Mon Père, Paris, JC Lattès, coll "Littérature française", 2019, 221 p.  (ISBN 978-2-7096-6533-9)[32]
- Un jour viendra couleur d'orange[33], Grasset, 2020, 265 p.  (ISBN 978-2-246-82491-6)
- L'Enfant réparé, Grasset, 2021, 240 p.  (ISBN 978-2-246-82884-6)[34]

-Prix Lübeck 2022
- Une Nuit particulière, Grasset[36], 2023.
- La Liste 2 de mes envies, Paris, Albin Michel, 2024, 250 p.
- Polaroids du frère, Paris, Albin Michel, 2025, 176 p.  (ISBN 9782226503374)

## Filmographie
- 1995 : On ne se refait pas (court-métrage)
- 1997 : Bleue[37] (court-métrage)
- 1998 : Préférence